# 虞诩

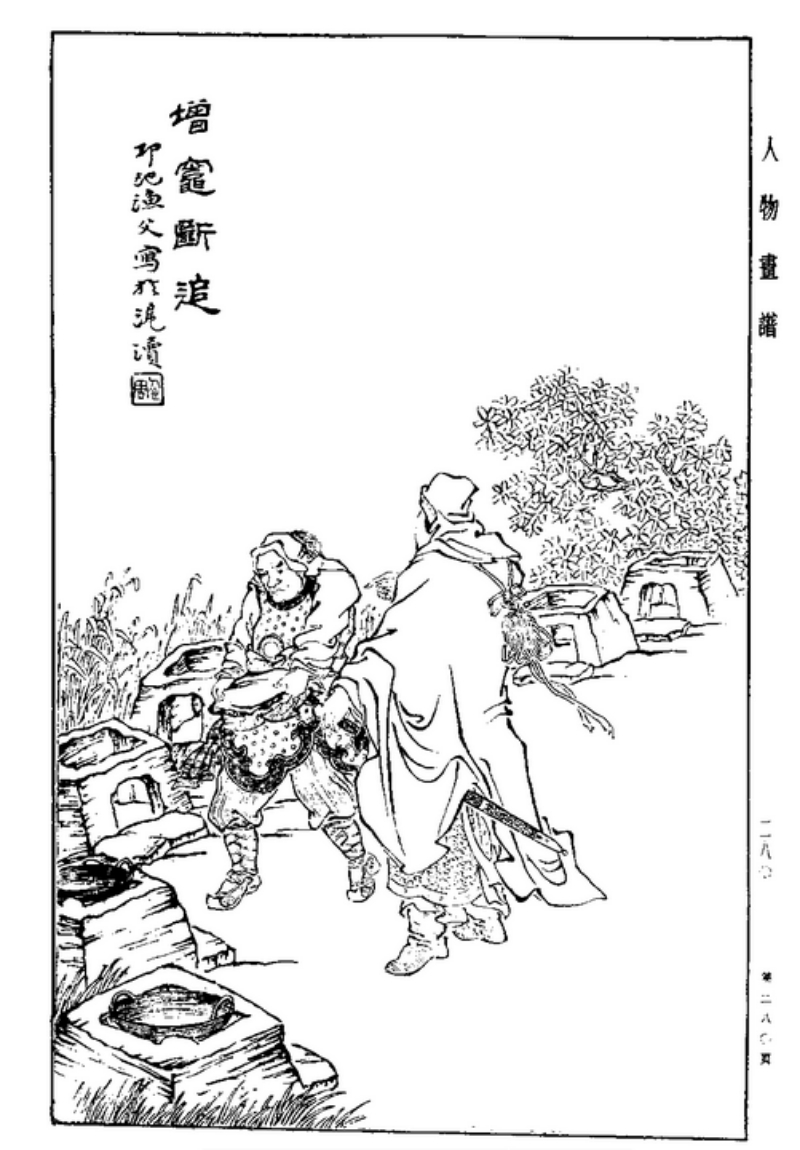
虞詡增竈斷追

虞诩（?—?），字升卿，陈国安平（今河南省鹿邑县西北）人，东汉名将。汉安帝时，他为朝歌（今河南省汤阴县西南）县长。后来担任武都郡太守，平定羌人之乱。汉顺帝时代，担任司隶校尉，弹劾罢黜中常侍张防。因为触犯权贵，曾经九次遭到谴责，三次遭到刑罚。后来官至尚书令。

## 延伸阅读
[在维基数据编辑]
 《後漢書·卷58》，出自范晔《後漢書》
 在维基共享资源阅览影像